# Ерезац (Долина Аосте)
Ерезац је насеље у Италији у округу Долина Аосте, региону Долина Аосте.
Према процени из 2011. у насељу је живело 69 становника. Насеље се налази на надморској висини од 1179 м.